# Pavillon de l'Aurore
Le Pavillon de l'Aurore est un bâtiment d'agrément de style classique, construit vers 1671 par Claude Perrault pour Jean-Baptiste Colbert, dans le parc de Sceaux.

## Historique
Jean-Baptiste Colbert (1638-1683), baron de Sceaux, surintendant des Bâtiments, Arts et Manufactures en 1664, fait l'acquisition du domaine de Sceaux en 1670 et, vers 1672, commande à l'architecte Claude Perrault (1613-1688) l'édification du Pavillon de l'Aurore dans le potager du domaine. Il utilise cet endroit comme cabinet de travail et y reçoit son conseil.
En 1677, Colbert y invita les membres de l'Académie française pour y donner une lecture d'une description en vers du décor du Cabinet de l'Aurore, composée par Philippe Quinault (1635-1688).
En juillet 1685, le fils de Colbert, Jean-Baptiste Colbert de Seignelay (1651-1690), invite le roi Louis XIV à Sceaux et y donne une grande fête dont le Mercure galant rapporte que : « le pavillon estoit remply de toutes sortes d'eaux glacées, de confitures sèches, et de fruits aussi beaux qu'ils estoient rares pour la saison… »
Devenu propriétaire du domaine de Sceaux en 1700, Louis-Auguste de Bourbon (1670-1736), duc du Maine, et son épouse, Louise-Bénédicte de Bourbon, y organisent les enchantements des 16 Grandes Nuits de Sceaux de juillet 1714 à mai 1715. Voltaire (1694-1778), qui y écrit Zadig et Micromégas, et Émilie du Châtelet (1706-1749), y vinrent fréquemment, participant aux animations théâtrales de la duchesse et particulièrement lors d'un long séjour en 1747. Insomniaque, elle ne se couche jamais avant quatre heures du matin, et se lève à trois heures de l'après-midi. Lors de la Cinquième nuit, le premier intermède représentant l'allégorie du Sommeil est chassé du château et tente de se réfugier au Pavillon de l'Aurore :

« Il parut d'abord couché sur un lit de pavots dans un des cabinets du Pavillon, dormant au bruit d'une douce musique. Le Lutin de Sceaux, qui le cherche, arrive avec un cortège bruyant et le surprend dans cet état : il le réveille par une musique vive, accompagnée de paroles et de danses propres au sujet… »

Le surintendant des fêtes de Sceaux est Nicolas de Malézieu. La Cour de Sceaux est fréquentée par une cinquantaine de personnalités dont : l'abbé Genest (1639-1719), le duc de Richelieu, Louis-François-Armand de Vignerot du Plessis de Richelieu (1696-1788), aussi membre de la Conspiration de Cellamare, Jean-Baptiste Rousseau (1669-1741) poète et dramaturge, madame Élisabeth l'Hermite d'Hieville (vers 1675-1766), seconde épouse du maréchal Pierre de Montesquiou d'Artagnan (1640-1725).
Une restauration de l'ensemble de l'édifice et du décor intérieur fut réalisée au cours des deux dernières décennies du XXe siècle.

## Description
Le Pavillon de l'Aurore est un bâtiment d'agrément d'inspiration italienne, construit sur un soubassement à demi enterré dont les trois pièces sont couvertes de voûtes appareillées, et servaient à préparer et entreposer des rafraîchissements à la belle saison. Les voûtes comportent encore des signatures de l'époque.

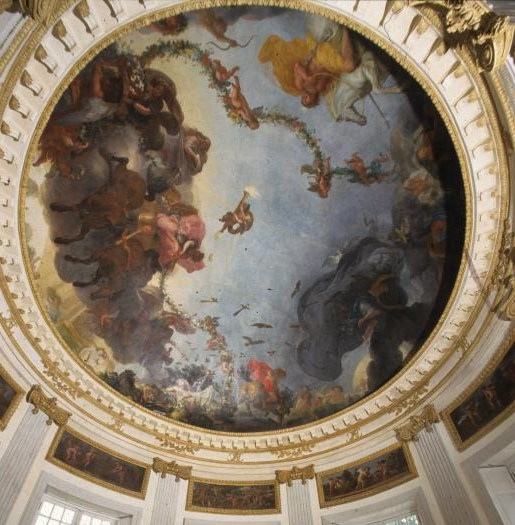
Charles Le Brun, L'Aurore sur son char chassant la Nuit (vers 1673), voûte de la coupole.

La façade ouest présente une belle harmonie entre les lignes de son architecture et les courbes du bassin en marbre blanc, avec sa fontaine en forme de coquille Saint-Jacques adossée au mur, encadrée de chaque côté de mascarons posés sur une plaque de marbre blanc, elle-même encadrée de marbre rouge. On accède par cette façade au premier niveau par deux degrés d'escalier opposés à balustrades en pierre amenant au  perron. La pièce centrale, de forme circulaire, est surmontée d'une coupole ornée d'une peinture de Charles Le Brun (1619-1690) : L'Aurore sur son char chassant la Nuit, œuvre réalisée vers 1673. Cette rotonde est flanquée de chaque côté de deux petites pièces rectangulaires, à trois croisées dont la décoration dans le cabinet sud se composait de Céphale, œuvre disparue et remplacée par une peinture de Nicolas Delobel (1693-1763), Zéphire et Flore. Le cabinet nord était orné d'une peinture représentant Endymion, œuvre également disparue et remplacée par Vertumne et Pomone de Nicolas Delobel. Elle est éclairée par six baies rythmées par de grands pilastres ioniques soutenant un entablement dont la frise est au chiffre de Jean-Baptiste Colbert
Ce bâtiment comporte douze ouvertures en comptant celle qui sert d'entrée.
L'Aurore sur son char chassant la Nuit, peinte sur la voûte par Charles Le Brun vers 1673, est réalisée après ses travaux pour Vaux-le-Vicomte (1658-1660) et simultanément à ceux qu'il mène au château de Versailles, où l'artiste va œuvrer pendant trente ans à partir de 1661. C'est une allégorie de l'Aurore, mais elle a également un sens politique. L'Aurore, symbolisant Colbert, prépare l'arrivée du Soleil, emblème adopté le roi Louis XIV.
L'Aurore sur son char doré, tiré par deux chevaux bais, est accompagnée de la Rosée et son arrosoir, à côté du Bruit ou de l'Heure matinale (figure ailée à senestre du char, avec sa trompette, son marteau, sa cloche et son coq), et monte vers Céphale, conduite par un amour perdant ses flèches, faisant fuir la Nuit vers l'occident, et sous lequel figure le signe du Taureau. Devant ses chevaux se trouve le Palais du Soleil et, à côté, les Heures du Jour, dont l'une porte le plateau d'ambroisie. À l'opposé, deux amours jettent des fleurs et tirent le char de l'Aurore vers Tithon. On aperçoit les chevaux blancs du char du Soleil au bord de la toile. En remontant dans le sens des aiguilles d'une montre, nous trouvons Zéphyr et Flore embrassant une guirlande de fleurs tirée par des Amours discrets, un autre jetant des pavots, avec le signe du Bélier à côté. Plus loin figure Silène et son âne. L'Aurore est surmontée du Point du Jour (Lucifer portant la lumière) à côté du signe zodiacal de la Balance, des divinités mythologiques et des Saisons. Vient ensuite Bacchus ou l'Automne surmonté du Scorpion et du Sagittaire à proximité d'un satyre. Il jouxte un des Gémeaux ascendant (Castor), Tithon et l'Hiver sous le signe du Capricorne, suivi du Verseau et du Poisson avec Morphée (le Sommeil). Ils précèdent les biches du char de Diane, surmontées de la Nuit jetant son voile plein de songes d'où sortent d'oiseaux de nuit, à côté des Heures de la Nuit et du second des Gémeaux descendant (Pollux). La Terre (la Nature), personnifiée par une femme appuyée sur une urne, fait jaillir le lait de son sein, en même temps qu'elle se débarrasse de son manteau, d'où quantité d'oiseaux se répandent dans les airs.
Ce tableau fut gravé par Gérard Audran
À proximité du pavillon se trouve une colonne de pierre sur laquelle est posée une plaque de marbre portant l'inscription :

« A/Jean-Joseph Mouret/1682-1738/Musicien provençal/surintendant des fêtes/de la Cour de Sceaux »

## Événements
- Cet endroit a inspiré Joël Schmidt pour son roman Le Pavillon de l'Aurore (Éditions du Rocher, 1993,  (ISBN 2-268-01556-4))
- Pour renouer avec la tradition des lieux, certains concerts y sont donnés :
  - Samedi 27 septembre 2003 : Les Chasses de Sceaux, diverses œuvres de Jean-Joseph Mouret (1682-1738) et Marc-Antoine de Dampierre (1676-1756)